# 宣德县 (金朝)
宣德县，中国古县名。
金朝大定二十九年（1189年），改文德县置，治所今河北省宣化县。为宣德州治。元朝中统四年（1263年）为宣德府治。元朝初年为宣宁府治。明朝洪武四年（1371年）省。